# Hüttenheim in Bayern
Hüttenheim in Bayern (amtlich Hüttenheim i.Bay., bis 1926 nur Hüttenheim) ist ein Gemeindeteil des Marktes Willanzheim im unterfränkischen Landkreis Kitzingen. Die Gemarkung Hüttenheim hat eine Fläche von 7,845 km². Sie ist in 1562 Flurstücke aufgeteilt, die eine durchschnittliche Fläche von 5022,11 m² haben.

## Geografische Lage
Das Pfarrdorf liegt auf freier Flur im Ochsenfurter Gau. Am südwestlichen Ortsrand entspringt der Neuwiesenbach, ein linker Zufluss des Breitbachs. Im Süden der Gemarkung befinden sich ausgedehnte Weinlagen am Hang verschiedener Erhebungen des Steigerwaldes, darunter der Tannenberg, der als Naturdenkmal ausgezeichnet ist. Die Staatsstraße 2418 führt nach Seinsheim (2,8 km westlich) bzw. nach Nenzenheim (2,2 km östlich). Die Staatsstraße 2419 führt nach Markt Herrnsheim (1,6 km nordwestlich). Eine Gemeindeverbindungsstraße führt nach Mönchsondheim zur Kreisstraße KT 1 (2,5 km nordöstlich). Durch den Ort verläuft der Fränkische Marienweg.

## Geschichte
Hüttenheim wurde als Heim des Hiddo im Zuge der Fränkischen Landnahme im 6. Jahrhundert besiedelt. Darauf verweist das Grundwort -heim. In einer Urkunde König Konrads bestätigte der Herrscher dem Kommendatarabt Dracholf von Münsterschwarzach dessen Stiftungen an das Kloster. Unter anderem kamen 918 auch Güter in Hüttenheim an die Benediktiner in Schwarzach. Im 12. Jahrhundert war in Hüttenheim zunächst der Adelssitz (1103–1163) einer edelfreien Familie, die bis 1153 auch das Gut Altenspeckfeld besaß. In der zweiten Generation begann der Edelherr Gernot mit der Verlagerung seines Wohnsitzes nach Röbersdorf an der Reichen Ebrach, die unter seinem Sohn Poppo I. abgeschlossen wurde. Dessen Nachkomme Boppo II. wohnte dann ganz im Raum Bamberg und schenkte seinen letzten Besitz in Hüttenheim, nämlich Weinberge, kurz vor 1200 dem Röbersdorfer Pfarrer.
Im Mittelalter war das Dorf zeitweise Sitz des Ministerialengeschlechts der Herren von Hüttenheim. Albertus von Hittenheim gründete im Jahr 1213 eine Deutschordensniederlassung im Dorf, die am 11. Dezember desselben Jahres durch den Würzburger Bischof Otto I. von Lobdeburg bestätigt wurde. Bald darauf unterstellten auch die anderen Adelsgeschlechter ihre Güter im Dorf den Deutschherren. 1288 wurde die Niederlassung der Deutschordenskommende Nürnberg unterstellt. 1456 erfolgte der Tausch des bisher Nürnberger Amts Hüttenheim mit dem Amt Dinkelsbühl zur Deutschordensballei Franken. Erst 1680 endete die Geschichte der Deutschritter in Hüttenheim, als das Vogteiamt für 50.000 Gulden an die Fürsten zu Schwarzenberg verkauft wurde.
Die neuen Herren forcierten die Ansiedlung von jüdischen Mitbürgern und übten die Zentgerichtsbarkeit im Ort aus. Hüttenheim blieb ein Ganerbendorf, hatte also mehrere Dorfherren. Die Reformation im 16. Jahrhundert hatte zu einer weiteren Spaltung des Dorfes beigetragen und erst 1721 konnte man sich einigen, die Kirche für beide Konfessionen zu öffnen (Simultaneum). 1895 entstand eine katholische Kirche im Ort.
Gegen Ende des 18. Jahrhunderts bestand Hüttenheim aus 137 Anwesen. Hochgericht hatte das Schwarzenbergische Amt Wässerndorf. Die Dorf- und Gemeindeherrschaft hatten das Amt Wässerndorf und das würzburgische Amt Iphofen gemeinsam inne Grundherren waren das Amt Wässerndorf (73 Anwesen), das Amt Iphofen (41 Anwesen), das Kloster Ebrach (10 Anwesen), das seckendorff’sche Rittergut Obernzenn (9 Anwesen), das ansbachische Kastenamt Mainbernheim (2 Anwesen) und das Hospital der Reichsstadt Windsheim (2 Anwesen).
Im Jahr 1806 kam Hüttenheim an das Königreich Bayern. Mit dem Gemeindeedikt (frühes 19. Jahrhundert) wurde der Steuerdistrikt Hüttenheim gebildet, zu dem Herrnsheim mit Mühle gehörten. Wenig später entstand die Ruralgemeinde Hüttenheim ohne weitere Orte. Sie war in Verwaltung und Gerichtsbarkeit dem Herrschaftsgericht Hohenlandsberg zugeordnet und in der Finanzverwaltung dem Rentamt Scheinfeld, nach dessen Auflösung im Jahr 1818 dem Rentamt Iphofen. Mit der Auflösung des Herrschaftsgerichtes im Jahr 1850 kam Hüttenheim an das Landgericht Markt Bibart. Am 25. August 1857 wurde die Gemeinde an das Landgericht Marktbreit und an das Rentamt Ochsenfurt überwiesen (1919 in Finanzamt Ochsenfurt umbenannt). Ab 1862 war das Bezirksamt Kitzingen (1939 in Landkreis Kitzingen umbenannt) für die Verwaltung der Gemeinde zuständig. Die Gerichtsbarkeit blieb beim Landgericht Marktbreit (1879 in Amtsgericht Marktbreit umbenannt), ab 1932 war das Amtsgericht Kitzingen zuständig. Die Finanzverwaltung wurde im gleichen Jahr vom Finanzamt Kitzingen übernommen. 1964 hatte die Gemeinde eine Gebietsfläche von 7,838 km². Am 1. Mai 1978 wurde Hüttenheim im Zuge der Gebietsreform in Bayern nach Willanzheim eingegliedert.

### Einwohnerentwicklung
| Jahr      | 1818   | 1840   | 1852  | 1855  | 1861   | 1867   | 1871   | 1875   | 1880   | 1885   | 1890   | 1895  | 1900   | 1905  | 1910   | 1919  | 1925   | 1933  | 1939  | 1946  | 1950   | 1952  | 1961   | 1970   | 1987   | 2013  |
| Einwohner | 824    | 840    | 798   | 803   | 775    | 771    | 801    | 823    | 806    | 827    | 827    | 777   | 729    | 710   | 670    | 642   | 656    | 616   | 596   | 773   | 745    | 698   | 615    | 602    | 490    | 558   |
| Häuser    | 127    | 148    |       |       |        |        | 164    |        |        | 171    | 162    |       | 150    |       |        |       | 141    |       |       |       | 134    |       | 139    |        | 145    |       |
| Quelle    | [ 15 ] | [ 24 ] | [ 3 ] | [ 3 ] | [ 25 ] | [ 26 ] | [ 27 ] | [ 28 ] | [ 29 ] | [ 30 ] | [ 31 ] | [ 3 ] | [ 32 ] | [ 3 ] | [ 33 ] | [ 3 ] | [ 34 ] | [ 3 ] | [ 3 ] | [ 3 ] | [ 35 ] | [ 3 ] | [ 19 ] | [ 36 ] | [ 37 ] | [ 2 ] |

## Religion
Hüttenheim ist Sitz einer evangelischen Pfarrei und einer katholischen Pfarrei. Lange Zeit gab es auch eine starke jüdische Gemeinde.

## Kultur und Sehenswürdigkeiten

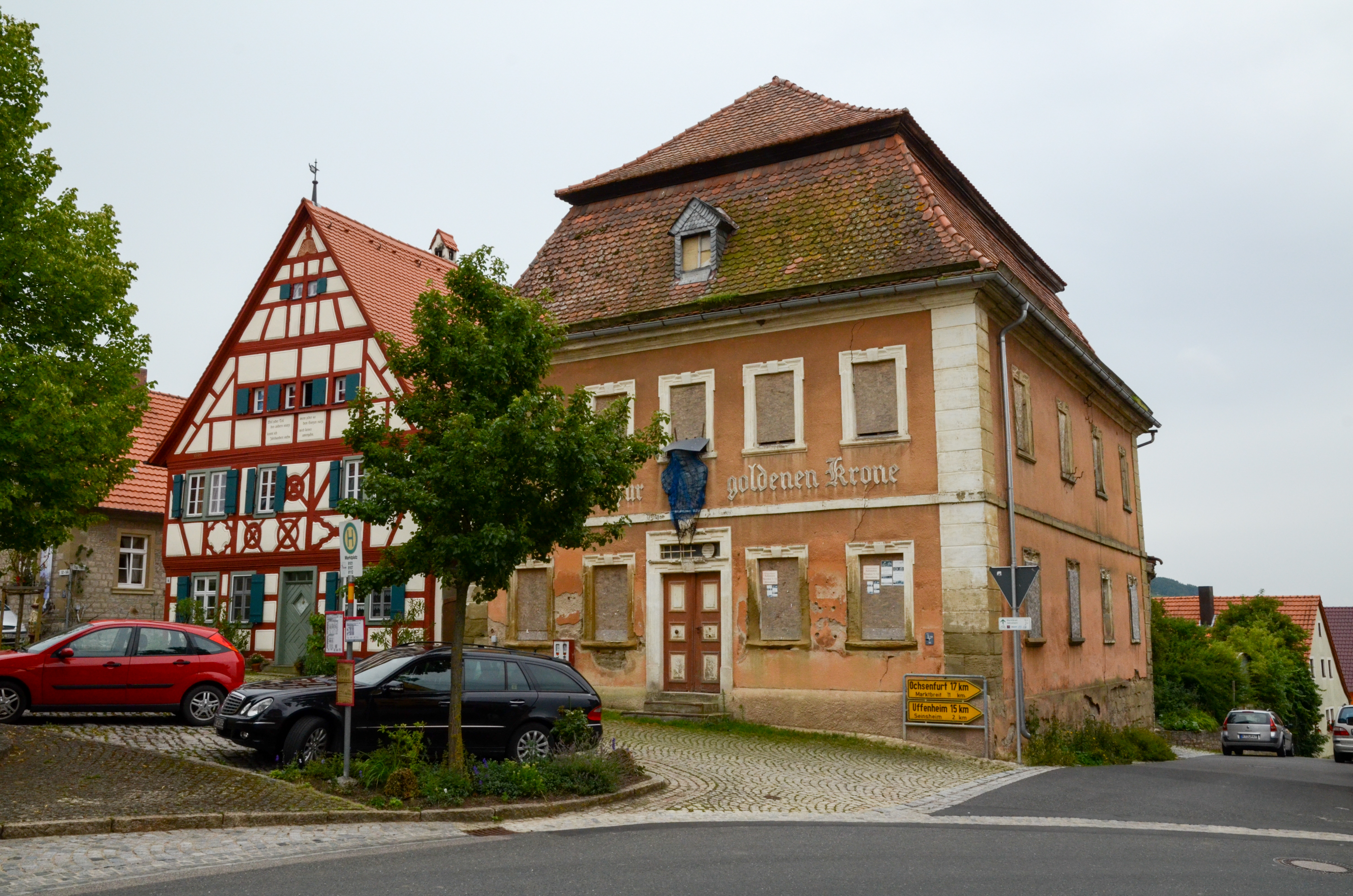
Das Amtshaus der Fürsten Schwarzenberg in Hüttenheim

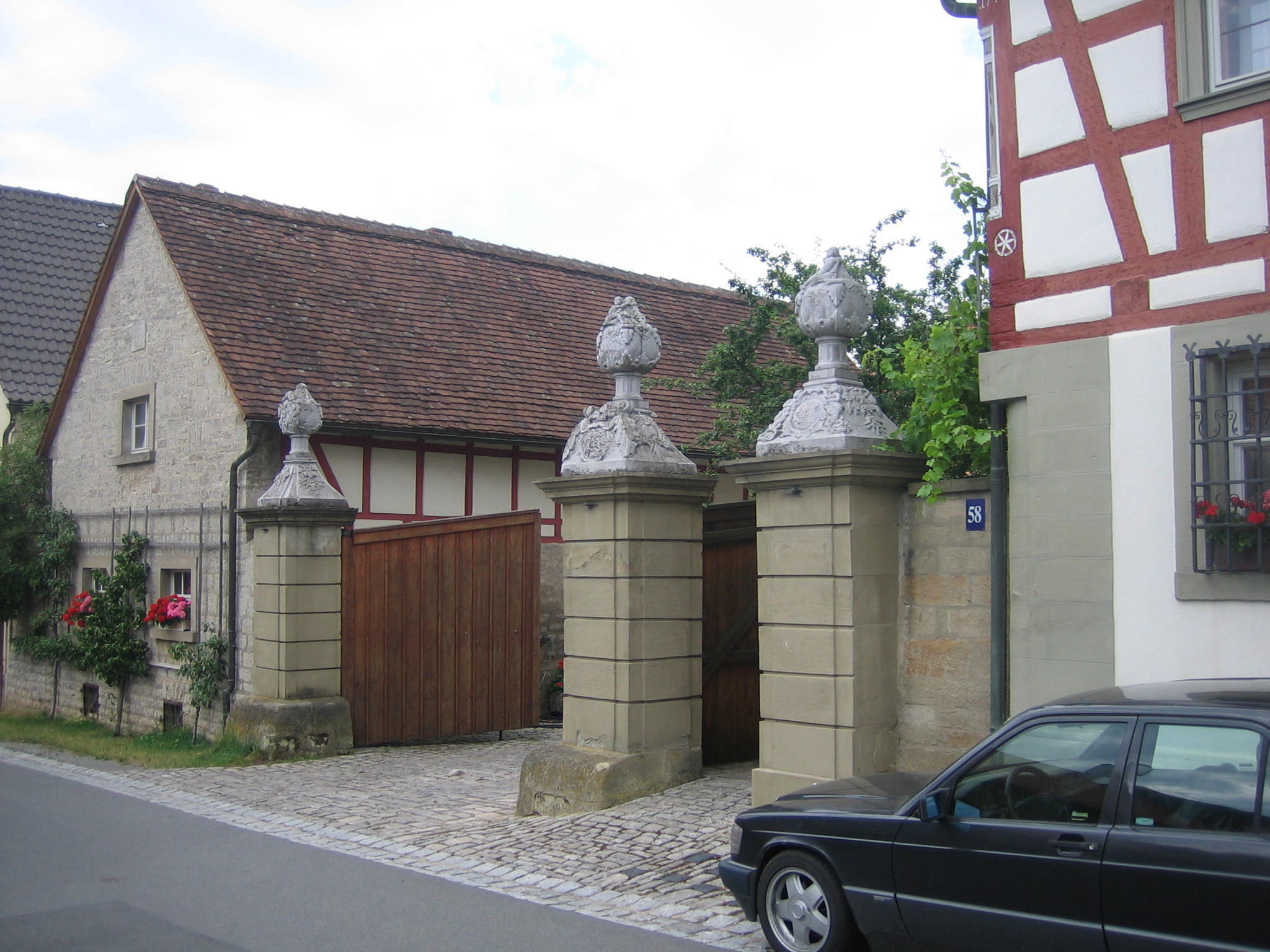
Das Amtshaus des Ebracher Schultheißen

### Baudenkmäler
In Hüttenheim gibt es zwölf Baudenkmäler:
- Die evangelische Pfarrkirche steht inmitten der Kirchenburg Hüttenheim, eine der besterhaltenen Gadenkirchenburgen in Franken. Errichtet wurde die Wehranlage in den Jahren 1340 und 1435. In späteren Jahrhunderten wurden Teile erneuert. Die Kirche ist ursprünglich ein Bau des 13. Jahrhunderts, dem Turm wurde 1756 ein weiteres Stockwerk aufgesetzt. Im 18. Jahrhundert ergänzte man Chor und Langhaus. Die Ausstattung stammt zumeist aus dem 19. Jahrhundert, das Altarblatt schuf der Nürnberger Kunstmaler Christian Maximilian Baer.
- Im 19. Jahrhundert wuchs die katholische Gemeinde des Dorfes stark an. Im Jahr 1896/1897 errichtete man deshalb die Pfarrkirche St. Johannes Baptist. Ältester Teil der Ausstattung ist eine Madonna des Jahres 1470.
- Für die jüdische Gemeinde wurde im Jahr 1662 eine Synagoge errichtet, die Mikwe wurde im Jahr 1980 verfüllt, das Haus dient heute als Wohngebäude. Der jüdische Friedhof außerhalb des Ortes wurde im frühen 19. Jahrhundert angelegt.
- Die ehemaligen Dorfherrschaften hatten Amtshäuser in Hüttenheim eingerichtet. Das ehemalige Schwarzenberger Amtshaus ist ein zweigeschossiger Mansarddachbau aus dem Jahr 1752, der Ebracher Schultheiß bewohnte ein Gebäude des Jahres 1778. Aus dem 18./19. Jahrhundert stammt das ehemalige Rathaus der Gemeinde. Das heutige Haus Hüttenheim 4 mit seinem Zierfachwerk, das teilweise aus dem 17. Jahrhundert stammt, wurde wohl ebenfalls repräsentativ genutzt.

### Bodendenkmäler
In der Gemarkung Hüttenheim gibt es zwölf Bodendenkmäler.

### Sagen
Südwestlich des Tannenbergs befindet sich, versteckt am Ende eines Hohlweges, ein mehr als 500 Jahre altes Steinkreuz in der Flurlage Wildmannskammer (Wilmerskammer), Hüttenheims einziges Flurdenkmal. Der Sage nach erinnert es an zwei Metzgerburschen, von denen einer bei einem Streit um einen Ochsen den anderen umgebracht haben soll. Der Mörder starb noch am gleichen Abend und soll seitdem jährlich am 1. Mai auf dem Steinkreuz sitzen. Es wurde 2009 und 2011 saniert. Nach der Wildmannskammer sind ein Grillplatz und eine Schutzhütte benannt. Das Ensemble liegt am 19 km langen Wanderweg Weinparadiesweg. Weiter südlich, bereits auf Seinsheimer Gemarkung, liegt der Kunigundenwald, der bis ins 15. Jahrhundert von Hüttenheim und sieben weiteren Orten als Markgenossenschaft verwaltet wurde.
Am Bullenheimer Weg befindet sich die Flurlage Hungerwiese. Dort lag in früherer Zeit der sogenannte Hungerwiesenbrunnen. Dort ist heute eine Mulde, die sich zeitweise mit Wasser füllt. Über den Brunnen wird berichtet, dass er immer dann Wasser führen soll, wenn es Krieg gibt. Im Jahr 1914 füllte sich der Brunnen mit besonders viel Wasser. Im Jahr 1939 war der Brunnen ebenfalls mit Wasser gefüllt.

## Wirtschaft und Infrastruktur

### Weinbau
Hüttenheim ist heute ein bedeutender Weinbauort im Anbaugebiet Franken. Der Wein einer Weinlage um das Dorf wird seit den 1970er Jahren unter dem Namen Hüttenheimer Tannenberg vermarktet. Hüttenheim ist ein Teil des Bereichs Weinparadies, bis 2017 waren die Winzer im Bereich Steigerwald zusammengefasst. Die Keuperböden um das Dorf eignen sich ebenso für den Anbau von Wein. Die Lage in der Maingauklimazone gehört zu den wärmsten Deutschlands.
Bereits seit dem Frühmittelalter betreiben die Menschen um Hüttenheim Weinbau. Die fränkischen Siedler brachten wohl im 7. Jahrhundert die Rebe an den Main. Im 12. Jahrhundert wurden bereits Weinberge um Hüttenheim erwähnt. Im Mittelalter gehörte die Region zum größten zusammenhängenden Weinbaugebiet im Heiligen Römischen Reich. Die Menschen betrieben zumeist Nebenerwerbsweinbau zur Selbstversorgung, gleichzeitig bildeten sich bereits Exportzentren insbesondere entlang des Mains.
Der Weinbau hatte nach der Säkularisation zu Beginn des 19. Jahrhunderts einen umfassenden Niedergang. Vor allem klimatisch weniger begünstige Lagen gab man vollständig auf. Zusätzlich erschwerte das Aufkommen von Schädlingen wie die Reblaus den Anbau. Konsolidieren konnte sich die Weinbauregion Franken erst wieder in der zweiten Hälfte des 20. Jahrhunderts. Der Einsatz von Düngern und verbesserte Anbaumethoden hatten dazu ebenso beigetragen wie die Organisation in Genossenschaften und die Flurbereinigung der 1970er Jahre.
Hüttenheim ist durch die jahrhundertealte Weinkultur geprägt. So bieten in den Sommermonaten Heckenwirtschaften den selbst angebauten Wein an. Mittelpunkt des Festkalenders ist das Kirchenburgweinfest, das jährlich Ende August stattfindet. Auf rund 75 Hektar werden hauptsächlich die Weißweinsorten Müller-Thurgau, Silvaner und Bacchus angebaut sowie Spezialitäten wie Kerner, Weißer Burgunder, Grauburgunder. Die wichtigste Rotweinsorte ist die Domina.
| Weinlage   | Größe 1993 | Himmelsrichtung  | Hangneigung | Hauptrebsorten           | Großlage                  |
| ---------- | ---------- | ---------------- | ----------- | ------------------------ | ------------------------- |
| Tannenberg | 75 ha      | Süden, Südwesten | 25–30 %     | Müller-Thurgau, Silvaner | Frankenberger Schloßstück |

### Anhydritbergwerk
In Hüttenheim befindet sich mit dem Anhydritbergwerk Hüttenheim das größte Bergwerk Bayerns. Mit dem Untertage-Abbau von Anhydrit wurde 1957 begonnen. Die Jahresfördermenge von 200.000 Tonnen wird im direkt am Stollenmundloch erbauten Estrichwerk der Firma Knauf Gips weiter verarbeitet.

## Persönlichkeiten
- Josef Forster († 1874),  war von 1822 bis zu seinem Tod Pfarrer von Hüttenheim und auch als Schriftsteller tätig[48]
- Franz Conrad (1842–1925), Pfarrer und Heimatforscher, war von 1877 bis 1915 Pfarrer in Hüttenheim und veröffentlichte eine sechsbändige Geschichte des Dorfes[49]
- Heinrich Greulich (1910–), Jurist, Vorstandsvorsitzender des Gerling-Konzerns[50]